# Llista de llengües oficials de Rússia
Vet aquí la llista de llengües oficials de Rússia. El rus és la llengua oficial a tota la Federació Russa. La resta de llengües són oficials en els seus corresponents territoris.
- abazí (a Karatxai-Txerkèssia)
- adigué (a Adiguèsia)
- altai (a l'Altai)
- baixkir (a Baixkíria)
- buriat (a Buriàtia)
- calmuc (a Calmúquia)
- erzya (a Mordòvia)
- iacut (a Sakhà)
- ingúix (a Ingúixia)
- kabardí (a Kabardino-Balkària i Karatxai-Txerkèssia)
- karatxai-balkar (a Kabardino-Balkària i Karatxai-Txerkèssia)
- khakàs (a Khakàssia)
- komi (a Komi)
- marí (a Marí El)
- mokxa (a Mordòvia)
- nogai (a Karatxai-Txerkèssia)
- osseta (a Ossètia del Nord - Alània)
- tàtar (al Tatarstan)
- tuvinià (a Tuvà)
- txetxè (a Txetxènia)
- txuvaix (a Txuvàixia)
- udmurt (a Udmúrtia)

A més a més, la constitució del Daguestan defineix com a llengües oficials: el rus i les llengües dels pobles del Dagestan, però no incorpora la llista d'aquestes llengües. Al Daguestan hi ha 13 llengües escrites i que per això s'acostumen a considerar les llengües oficials:
- agul
- àvar
- àzeri (llengua oficial també de l'Azerbaidjan)
- darguà
- kumyk
- lak
- lesguià
- nogai (llengua oficial també de Karatxai-Txerkèssia)
- rútul
- tabassaran
- tati
- tsakhur
- txetxè (llengua oficial també de Txetxènia)

Amb la Crisi de Crimea, l'estatus internacional de Crimea no està resolt, però segons la Federació Russa, forma part del seu territori com a República de Crimea i ciutat federal de Sebastòpol. La República de Crimea reconeix com a idiomes oficials, a més del rus:
- tàtar de Crimea
- ucraïnès

## Idiomes reconeguts
Diversos subjectes federals russos han reconegut drets per a protegir idiomes minoritaris de les seves regions. Són els següents:
- buriat (al districte dels Aga Buriàtia i Ust-Orda Buriàtia)
- carelià (a Carèlia)
- dolgan (a Sakhà)
- even (a Sakhà)
- evenki (a Evenkia i Sakhà)
- finès (a Carèlia)
- ídix (a la província autònoma dels Hebreus)
- iurac (a Nenètsia, Iamàlia i Khàntia-Mànsia)
- kazakh (a l'Altai)
- khanti (a Khàntia-Mànsia)
- komi-permià (a Permiàkia)
- koriak (a Koriàkia)
- mansi (a Khàntia-Mànsia)
- selkup (a Iamàlia)
- txuktxi (a Txukotka)
- vepse (a Carèlia)
- les llengües iukaguirs (a Sakhà)